# Prototricoma longicauda
Prototricoma longicauda är en rundmaskart som beskrevs av Timm 1970. Prototricoma longicauda ingår i släktet Prototricoma och familjen Desmoscolecidae. Inga underarter finns listade i Catalogue of Life.